# Соссе-ле-Пен
Соссе-ле-Пен или Сосое-Лепен (фр. Sausset-les-Pins, окс. Sausset dei Pins (Saussetois)) — коммуна на юго-востоке Франции в регионе Прованс — Альпы — Лазурный Берег, департамент Буш-дю-Рон, округ Истр, кантон Мариньян.

## Географическое положение
Коммуна Соссе-ле-Пен расположена на средиземноморском побережье Франции, в 35 километрах к западу от центра департамента — Марселя.
Площадь коммуны — 12,1 км², население — 7703 человека (2012), плотность населения — 636,6 чел/км².

## История
Впервые муниципалитет объединявший нынешние соседние коммуны Соссе-ле-Пен и Карри-ле-Руэ образован в 1833 году, его первым мэром был Жан-Батист Турнон (до 1865 года). Площадь муниципалитета тогда была 2254 га и объединяла территорию двух небольших общин рыбаков и крестьян, расположенных у двух пристаней находящихся неподалёку: Карри (фр. port de Càrrî) и Соссе (фр. port de Sausset). В 1911—1915 гг. через муниципалитет прошла железнодорожная ветка из Марселя в Мирамас (фр. ligne de la côte bleue). В 1924 году территория площадью 1244 га была выделена в отдельный муниципалитет Соссе-ле-Пен.
До 2015 года коммуна административно входила в состав кантона Шатонёф-Кот-Блё.
Мэром коммуны Соссе-ле-Пен, по результатам выборов 2008 года (от партии Союз за народное движение), является Эрик Диар (фр. Éric Diard).

## Демография
Динамика изменения численности населения:

## Известные персоналии
- Лазар Понтичелли (1897—2008) — был официально последним ветераном Первой мировой войны, проживавшим во Франции, в конце 1950-х купил дом и поселился в Соссе-ле-Пен;
- Жюль Шарль-Ру (1841—1918) (фр. Jules Charles-Roux) — известный французский предприниматель и политик своего времени, провёл своё детство в доме отца в Соссе-ле-Пен.

## Города-побратимы
- Италия —Лариано, Италия (Лацио), 1980 год;
- Италия —Сентменат, Испания (Каталония, Барселона), 2008 год;
- Германия — Альтсхаузен, Германия (Баден-Вюртемберг), 2009 год.

## Мэры Соссе-ле-Пен
| Период                     | Мэр           | Партия                    | Примечание                  |
| -------------------------- | ------------- | ------------------------- | --------------------------- |
| июнь 1924 — май 1935       | Адольф Фуке   |                           |                             |
| май 1935 — декабрь 1943    | Симеон Гуэн   |                           |                             |
| декабрь 1943 — апрель 1945 | M. Морель     |                           |                             |
| Апрель 1945 — апрель 1953  | Клеман Монье  |                           |                             |
| Апрель 1953 — ноябрь 1991  | Пьер Матрая   | Социалистическая партия   | Сенатор. Член Совета Европы |
| декабрь 1991 — март 2001   | Пьер Пелероль |                           |                             |
| март 2001 — май 2008       | Эрик Диар     | Союз за народное движение |                             |
| май 2008 г.                | Эрик Диар     | Союз за народное движение |                             |